# Aeroportul J. F. Mitchell
Aeroportul J. F. Mitchell (IATA: BQU, ICAO: TVSB) este un aeroport din Sfântul Vincențiu și Grenadine ce deservește zona Bequia⁠(d).
Situat la o altitudine de 5 m, aeroportul dispune de o singură pistă.